# Gradient électrochimique
Pour traverser la membrane d'une cellule, un ion est soumis à un gradient électrochimique (ou driving force en anglais), qui s'exprime par la différence entre le potentiel de membrane (Vm) de la cellule et le potentiel d'équilibre de l'ion considéré (Eion). Le flux net d'une espèce ionique au travers de ses propres canaux est proportionnel à ce gradient électrochimique.
Si (Vm-Eion)>0 alors le flux net est sortant.
Si (Vm-Eion)<0 alors le flux net est entrant.
À l'équilibre le gradient électrochimique est nul car (Vm=Eion).  